# Cornon lo Terral
Cornonterral o Cornonterralh (en francès Cournonterral) és una ciutat de la regió d'Occitània, al departament de l'Erau

## Localitat agermanada
- Bot (Terra Alta)